# Michael Fink
Michael Fink és un exfutbolista alemany, posteriorment entrenador de futbol.
Va començar com a futbolista al VfR Waiblingen. També jugà a Arminia Bielefeld, Eintracht Frankfurt, Beşiktaş JK, Borussia Mönchengladbach, Samsunspor, Erzgebirge Aue o SV Waldhof Mannheim.